# Ministerstwo Rolnictwa (PRL)
Minister Rolnictwa – naczelny organ administracji rządowej, członek Rady Ministrów powołany do kierowania rozwojem wsi i rolnictwa.
Ministerstwo miało siedzibę przy ulicy Wspólnej 30 w Warszawie.

## Powołanie urzędu Ministra Rolnictwa
Ustawą z 1951 r. o organizacji władz naczelnych w dziedzinie rolnictwa powołano urząd Ministra Rolnictwa, które powstało w miejsce urzędu Ministra Rolnictwa i Reform Rolnych. Do zakresu działania Ministra Rolnictwa należały sprawy, które dotychczas wchodziły w zakres działania Ministra Rolnictwa i Reform Rolnych.
Ustawą z 1951 r. o organizacji władz naczelnych w dziedzinie rolnictwa powołano jednocześnie urząd Ministra Państwowych Gospodarstw Rolnych.
Rada Ministrów w drodze rozporządzenia ustaliła szczegółowo właściwość Ministra Rolnictwa oraz Ministra Państwowych Gospodarstw Rolnych oraz określiła, które przedsiębiorstwa i instytucje podlegają tym dwóm ministrom. Pracownicy zatrudnieni dotychczas w służbach związanych z PGR przeszli do Ministerstwa Państwowych Gospodarstw Rolnych.

## Utworzenie urzędu Ministra Rolnictwa i Gospodarki Żywnościowej
Ustawą z 1981 r. o utworzeniu urzędu Ministra Rolnictwa i Gospodarki Żywnościowej powołano nowy urząd, który powstał w miejsce funkcjonujących uprzednio urzędu Ministra Rolnictwa i Ministra Przemysłu Spożywczego i Skupu.